# Frederico Francisco II de Meclemburgo-Schwerin
Frederico Francisco II (28 de fevereiro de 1823 - 15 de abril de 1883) foi um oficial prussiano e grão-duque de Meclemburgo-Schwerin desde 7 de março de 1842 até à sua morte em 1883.

## Biografia

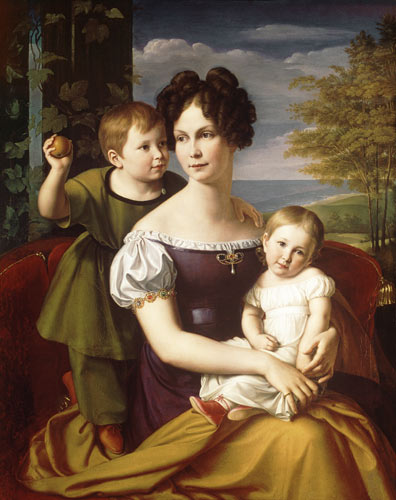
Frederico Francisco com a mãe Alexandrina e a irmã Luísa.

Frederico nasceu no Schloss Ludwigslust, sendo o filho mais velho do grão-duque Paulo Frederico I de Meclemburgo-Schwerin e da sua esposa, a princesa Alexandrina da Prússia. Tornou-se herdeiro do grão-ducado após a morte do seu bisavô, Frederico Francisco I, no dia 1 de fevereiro de 1837. Frederico foi educado em casa até 1838 e depois entrou no instituto Blochmann em Dresden antes de entrar para a Universidade de Bonn. Sucedeu ao seu pai como grão-duque no dia 7 de março de 1842.
Frederico Francisco prestou serviço militar durante a Segunda Guerra de Eslésvico. Durante a Guerra austro-prussiana comandou as forças que ocuparam Lípsia e cercou Nuremberga. Também esteve presente na Guerra franco-prussiana, durante a qual se tornou governador-geral de Reims e comandou as forças alemãs que cercavam Toul. Defendeu as forças prussianas durante o cerco de Paris do ataque do exercito de Loire. Derrotou as forças francesas nas batalhas de Beaune-La-Rolande e de Beaugency.
Morreu no dia 15 de abril de 1883 em Schwerin, sendo sucedido pelo seu filho, o grão-duque Frederico Francisco III.

## Casamentos e descendência
Frederico Francisco casou-se pela primeira vez no dia 3 de novembro de 1849, em Ludwigslust, com a princesa Augusta de Reuss-Köstritz. Juntos tiveram seis filhos:
- Frederico Francisco III[2] (1851-1897) pai de Alexandrina, rainha da Dinamarca e de Cecília, última princesa-herdeira da Alemanha.
- Paulo Frederico (1852-1923) casado com a princesa Maria de Windisch-Graetz.
- Maria (1854-1920) casada com o grão-duque Vladimir Alexandrovich da Rússia. O seu filho Cyril tornou-se pretendente ao trono russo após o assassinato do czar Nicolau II.
- Nicolau (1855-1856)
- João Alberto (1857-1920) Regente imperial do ducado de Brunsvique.
- Alexandre (1859-1859)

Em segundo lugar casou-se com a princesa Ana de Hesse-Darmstadt no dia 4 de julho de 1864. Tiveram uma filha:
- Ana (1865-1882)

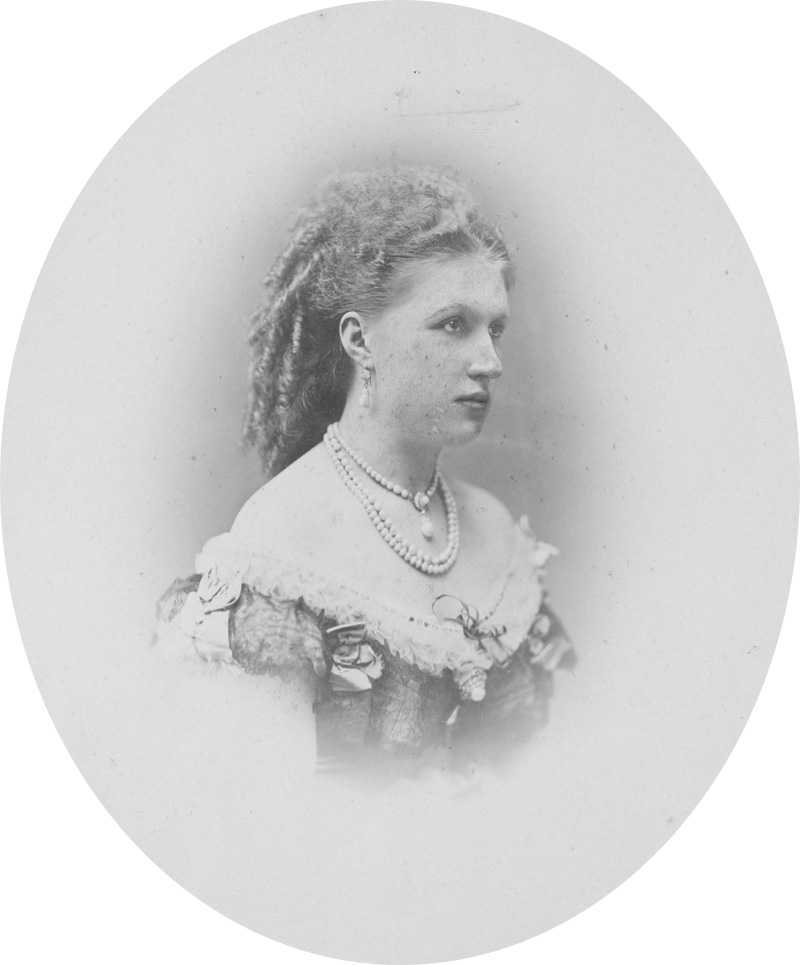
Maria, terceira esposa de Frederico Francisco.

A sua terceira esposa foi a princesa Maria de Schwarzburg-Rudolstadt com quem teve quatro filhos:
- Isabel (1869-1955) casada com o duque Frederico Augusto II de Oldenburgo.
- Frederico Guilherme (1871-1897)
- Adolfo Frederico (1873-1969)
- Henrique (1876-1934) casado com a rainha Guilhermina dos Países Baixos, pai da rainha Juliana dos Países Baixos.

## Condecorações honoríficas
- Soberano Grão-mestre da Ordem da Coroa Védica (Grão-ducado de Meclemburgo-Schwerin).
- Cruz do Mérito Militar (Primeira Classe)
- Cavaleiro da Ordem da Águia Negra (Reino da Prússia).
- Cavaleiro Grã-Cruz da Ordem de São João do Bailiado de Brandemburgo (Reino da Prússia).
- Cavaleiro da Ordem do Mérito (Reino da Prússia).
- Cavaleiro Grã-Cruz da Cruz de Ferro (Reino da Prússia).
- Cavaleiro da Ordem Suprema da Santíssima Anunciação (Reino de Itália).